# Березовец (Рамешковский район)
Березовец — деревня в Рамешковском районе Тверской области.

## География
Находится в восточной части Тверской области на расстоянии приблизительно 28 км на юго-восток по прямой от районного центра поселка Рамешки.

## История
Известна как владение Симеона Бекбулатовича (конец XVI века) как сельцо. В 1859 году было 17 дворов, в 1887 — 23, в 1942 — 17 хозяйств, в 2001 — 2 дома местных жителей и 5 собственность наследников и дачников. В советское время работали колхозы «Красный Буславец» и «Перелом». До 2021 входила в сельское поселение Ведное Рамешковского района до их упразднения. Работает придорожное кафе.

## Население
Численность населения: 84 человека (1859 год), 108 (1887), 71 (1942), 8 (русские 100 %) в 2002 году, 0 в 2010.